# Dyfuzja kulturowa
Dyfuzja kulturowa – proces przenikania elementów między co najmniej dwiema kulturami, lub wewnątrz kulturowo zróżnicowanego społeczeństwa, poprzez kontakty członków kultury dawców i kultury odbiorców. Pojęcie wprowadzone zostało do nauki kulturoznawstwa przez Edwarda Burnetta Tylora.
Możliwa jest ona m.in. dzięki bezpośredniemu kontaktowi poprzez migracje, ale także bez przemieszczania się w przestrzeni grup ludności, np. poprzez media. Sama komunikacja międzykulturowa nie wymusza jednak procesów dyfuzji. Jest ona dwukierunkowa, chociaż niekoniecznie symetryczna. Jej przedmiotem mogą być przedmioty materialne, jak i idee. W ujęciu XIX-wiecznych dyfuzjonistów kultura miała kształtować się przede wszystkim poprzez przenikanie się elementów kulturowych społeczeństw żyjących w bezpośredniej styczności. 
Procesy dyfuzji mogą wynikać ze świadomego oddziaływania kultury dawców, zainteresowania się danym elementem lub elementami przez kulturę odbiorców lub też dokonywać się w sposób spontaniczny. Przyjmowany element staje się innowacją dla przyjmującego go społeczeństwa.

## Czynniki warunkujące przyjęcie elementu kultury
- Użyteczność danego elementu lub związane z nim kwestie estetyczne
- Prestiż społeczeństwa przekazującego i zarazem funkcja prestiżowa przyjmowanego elementu[3]

Zdarzają się przypadki przyjmowania elementów kultury ze względu na prestiż danego elementu bez przyjmowania jego użytkowości. Elementy takie, które w kulturze dawców pełnią określone funkcje użytkowe w kulturze biorców mogą pełnić funkcję ozdoby. W wyniku nadmiernej dyfuzji może dojść do akulturacji.

## Rodzaje dyfuzji
W badaniach dyfuzji, wyodrębnia się jej następujące dychotomiczne kategorie:
1. bezpośrednia – bezpośrednie przekazanie odbiorcom elementów kultury dawców;
2. pośrednia – za pośrednictwem jednostek należących do kultury trzeciej lub środków masowego przekazu;
3. zamierzona – następuje poprzez presję kultury przekazującej lub planowany odbiór;
4. niezamierzona – przebiega żywiołowo;
5. prosta – przekazany jest pojedynczy element kulturowy (odrzucana przez funkcjonalizm, ponieważ w tym paradygmacie przejęcie elementu przeobraża cały system kultury[4]);
6. złożona – następuje przekazanie całego kompleksu elementów;
7. połączona – kompleks zjawisk funkcjonalnie powiązanych;
8. bodźcowa – niefunkcjonalnie połączony zbiór elementów[5].

Według Ralpha Lintona na dyfuzję wpływ mają procesy: 
- kulturowej konfrontacji, podczas której kultury "wystawiają" własne elementy na dyfuzję,
- zapożyczania selektywnego przez kulturę odbiorców wystawionych elementów
- integrowania elementów z własnym systemem kulturowym